# Herderstraße (Hamburg)
Die Herderstraße ist eine Hauptverkehrsstraße im Bezirk Hamburg-Nord. Sie bildet seit 1951 auf gesamter Länge die Grenze zwischen den Stadtteilen Barmbek-Süd (östlich) und Uhlenhorst (westlich). Sie ist Teil der Bundesstraße 5.
Die Straße ist dadurch geprägt, dass es keine einheitliche Bausubstanz gibt, sondern Altbauten aus der Wende zum 20. Jahrhundert neben Zeugnissen des Wiederaufbaus nach dem Zweiten Weltkrieg und vereinzelten Neubauten anzutreffen sind. Die gesamte Strecke ist vierspurig ausgebaut.

## Name, Verlauf und Geschichte

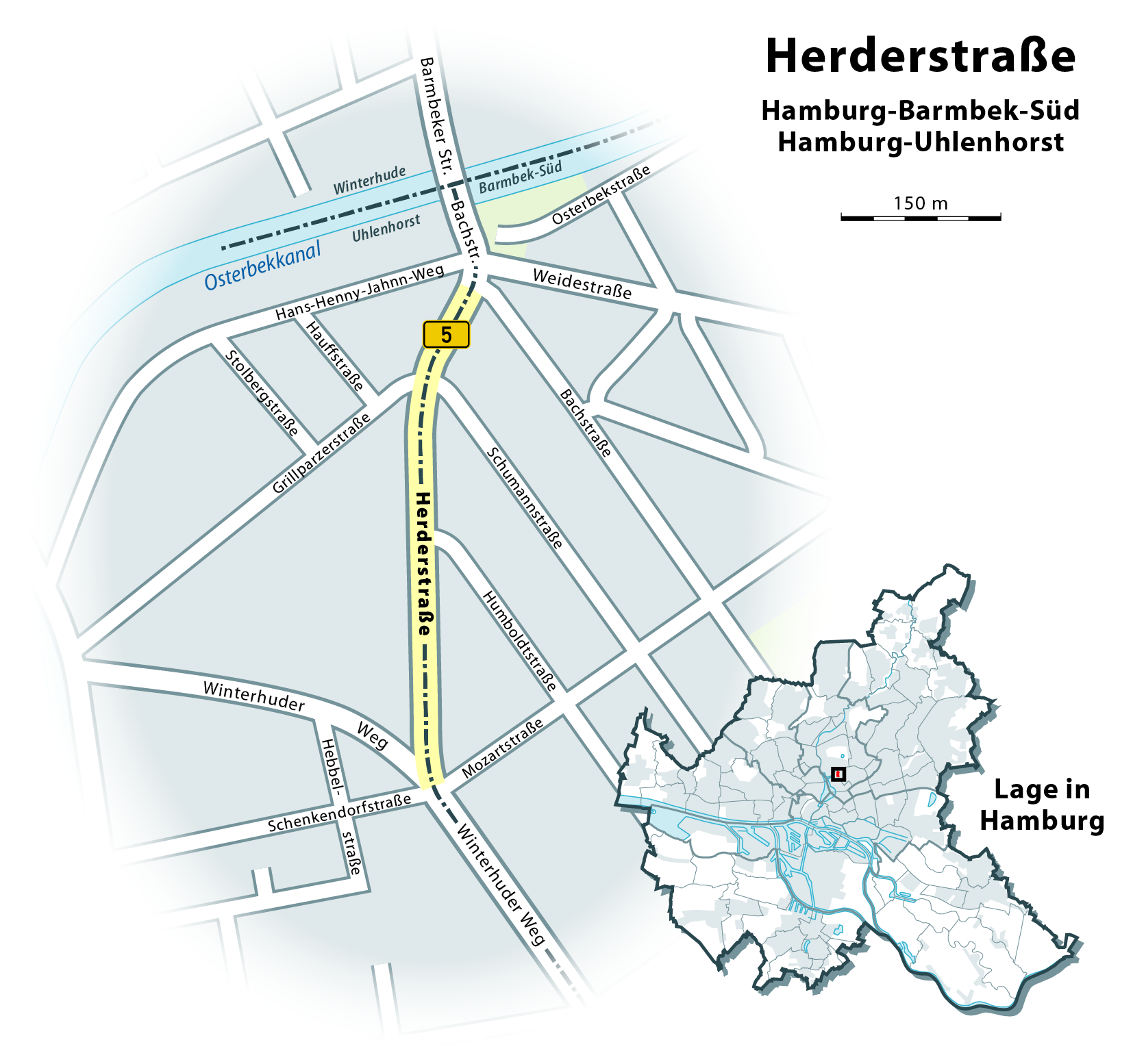
Verlauf der Herderstraße.

Die Herderstraße wurde bei ihrer Anlage 1865 nach dem deutschen Dichter Johann Gottfried Herder benannt. Bis 1951 lag sie vollständig im Stadtteil Uhlenhorst. Durch die Änderung der Stadtteilgrenzen bildet sie seither – ebenso wie der südlich anschließende Teil des Winterhuder Weges – die Ostgrenze der Uhlenhorst hin zum Stadtteil Barmbek-Süd.
Die Herderstraße beginnt am früheren Nordende des Winterhuder Weges ⊙(der heute nach Westen abknickende Teil des Winterhuder Weges hieß bis 1948 Schillerstraße), von dem er in Höhe der Mozartstraße nach Norden abknickt. Anschließend führt sie zunächst geradeaus nach Norden, bis sie bei der Einmündung der Schumannstraße einen leicht geschwungenen Rechts-Links-Verlauf annimmt und in die Bachstraße übergeht⊙.
Ursprünglich war die Herderstraße in jede Richtung einspurig befahrbar. 1959 erfolgte die Verbreiterung auf zwei Spuren je Richtung des Teilstücks zwischen Winterhuder Weg und Grillparzerstraße. An der Straßenecke zur Bachstraße befand sich bis in die 1960er Jahre eine Maschinenfabrik (Schmidt & Söhne), die dem vierspurigen Ausbau des nördlichen Abschnitts der Herderstraße weichen musste. Auf der Restfläche, die für den Straßenausbau nicht benötigt worden war, wurde ein achtgeschossiges Wohnhaus mit Läden im Erdgeschoss errichtet.
Früher gab es im Stadtteil Altona-Nord ebenfalls eine Herderstraße diese wurde aber 1947 nach dem Widerstandskämpfer Theodor Haubach in Haubachstraße umbenannt.

## Öffentlicher Personennahverkehr
Zwischen Schumannstraße und Bachstraße fahren die Fahrzeuge der Stadtbuslinie 172 Richtung Bahnhof Barmbek durch die Herderstraße. Sie bedienen in der Herderstraße selbst keine Haltestellen. Die Haltestelle Herderstraße befindet sich in Richtung Barmbek in der Schumannstraße und stadteinwärts in der Bachstraße.
In den 1960er Jahren fuhr eine Stadtbuslinie 71, die vom U-Bahnhof Borgweg zum U-Bahnhof Dehnhaide verkehrte, durch die Herderstraße.

## Stolpersteine für Opfer des Nationalsozialismus
In der Herderstraße wurden drei Stolpersteine für Opfer des Nationalsozialismus verlegt: Auf der Uhlenhorster Seite liegt vor der Hausnummer 7 ein Stein für Anita Schönberger, die 1943 in der Heil- und Pflegeanstalt Obrawalde im Rahmen der Aktion T4 ermordet wurde, und vor der Hausnummer 21 ein Stein für die 1944 im KZ Theresienstadt ermordete Jüdin Emmy Nathan. Auf der Barmbeker Seite erinnert ein Stein an den 1943 im Rahmen der Aktion T4 in der Tötungsanstalt Hadamar ermordeten Alwin Knötsch.

Stolpersteine
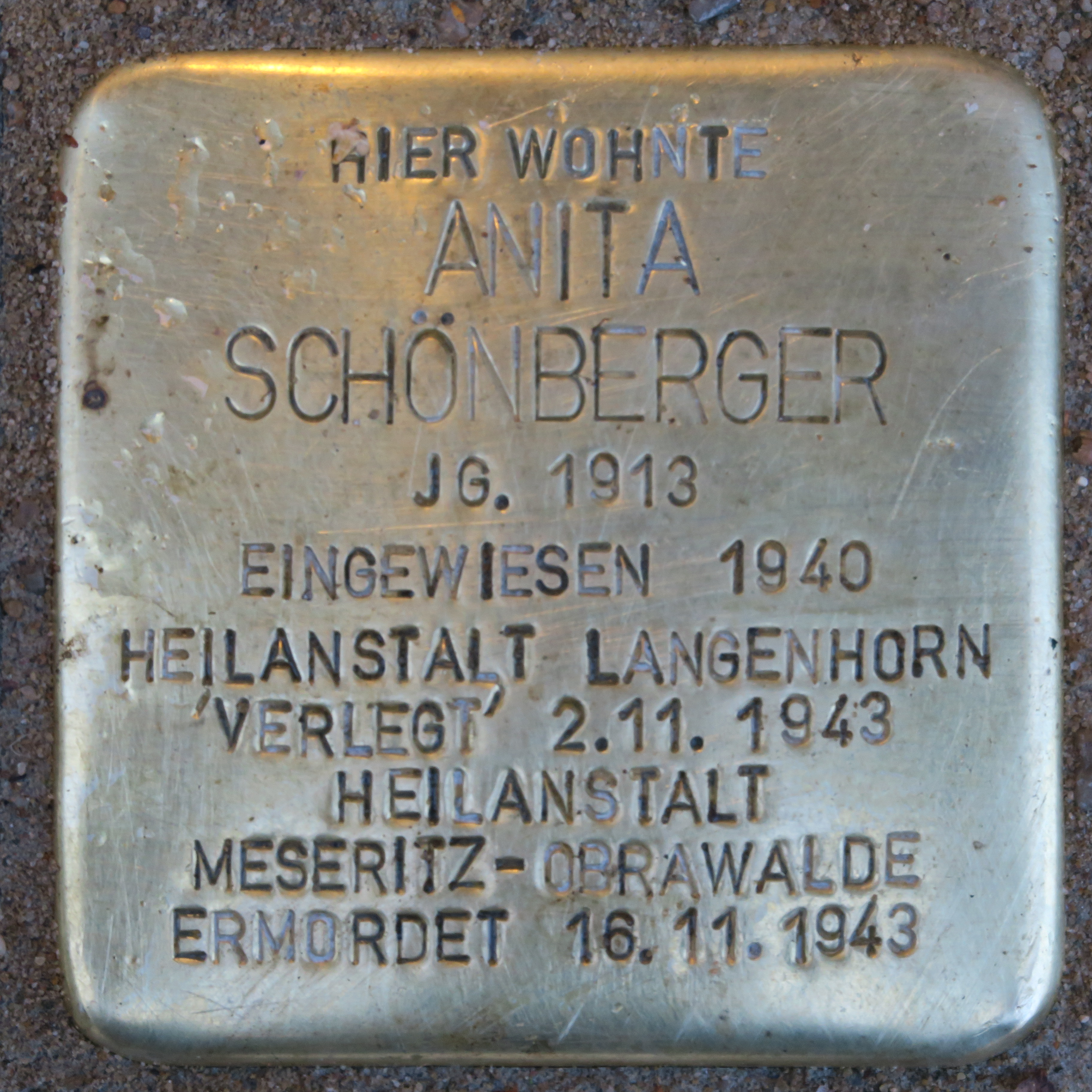
Anita Schönberger vor der Herderstraße 7
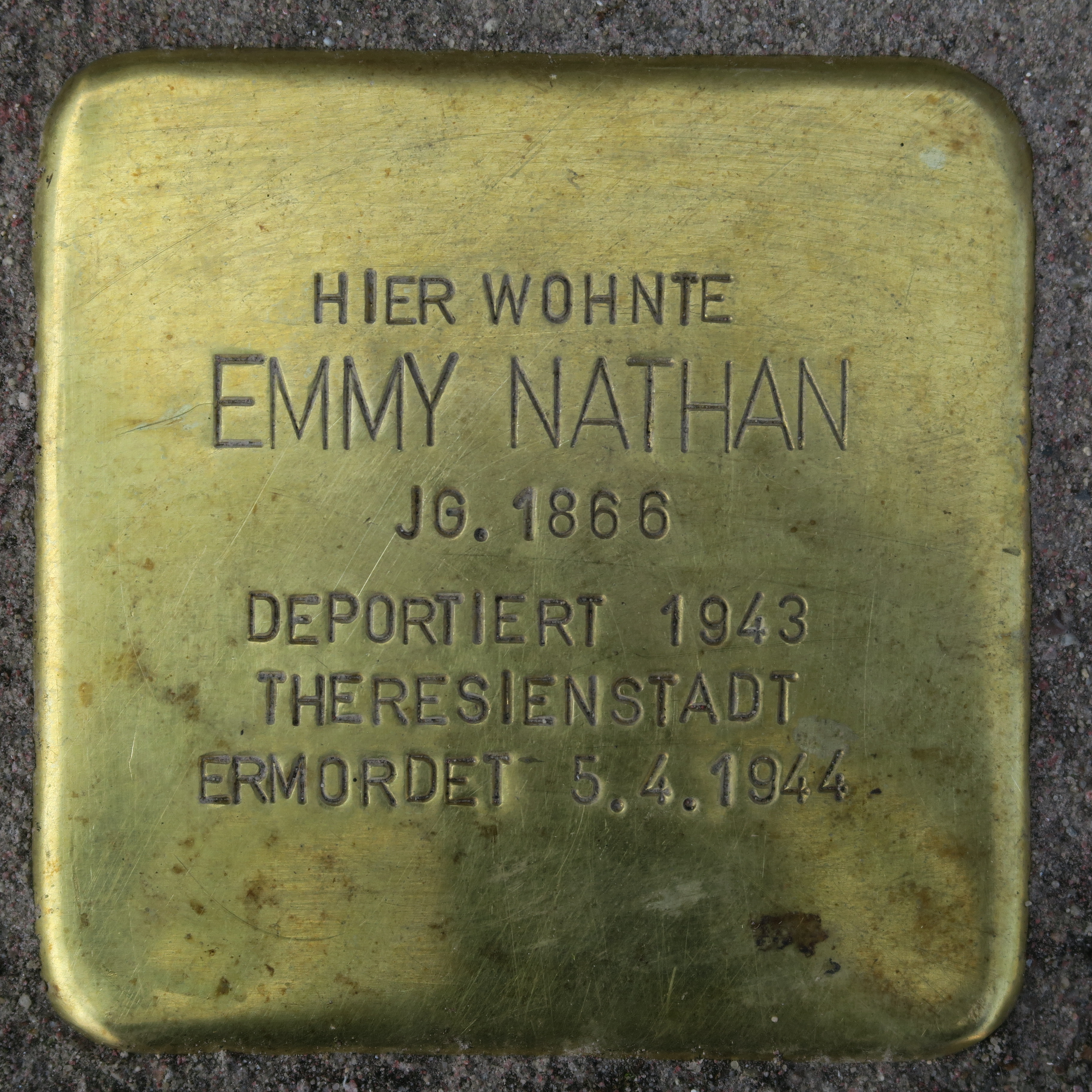
Emmy Nathan vor der Herderstraße 21
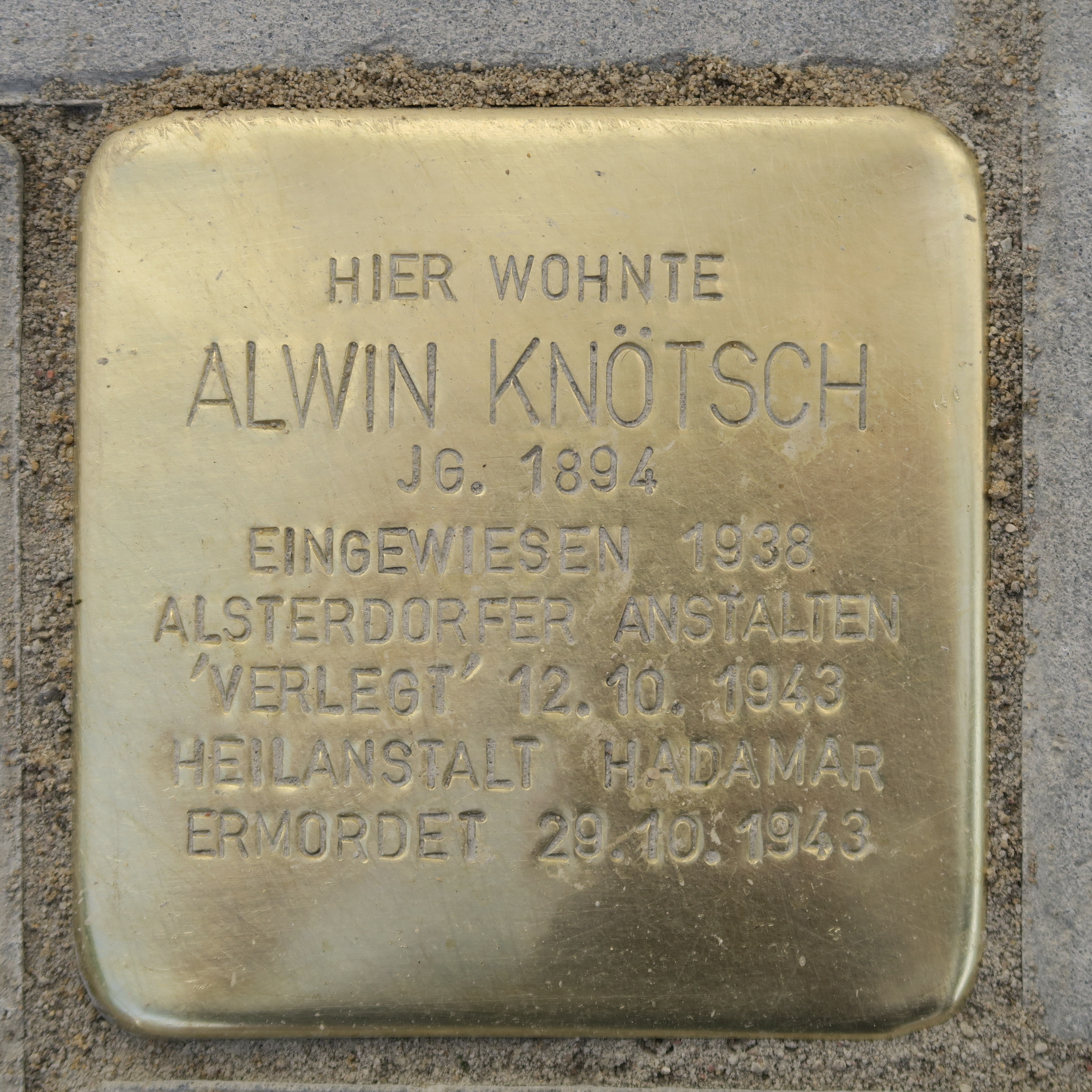
Alwin Knötsch vor der Herderstraße 24